# Zelotes denisi
Zelotes denisi este o specie de păianjeni din genul Zelotes, familia Gnaphosidae, descrisă de Marinaro, 1967. Conform Catalogue of Life specia Zelotes denisi nu are subspecii cunoscute.